# رون لونش
رون لونش (22 مايو 1923 في المملكة المتحدة - 28 يونيو 2012 في المملكة المتحدة) (بالإنجليزية: Ron Lynch)‏ هو لاعب كريكت بريطاني (وحمل سابقاً جنسية المملكة المتحدة لبريطانيا العظمى وأيرلندا). لعب مع نادي مقاطعة ساسكس للكريكت ‏.

## وصلات خارجية
- رون لونش على موقع إي آس بي آن كريك إنفو (الإنجليزية)